# Borovnice (okres České Budějovice)
Borovnice (jednotné číslo, tedy: do Borovnice, v Borovnici, též Velká Borovnice, německy Borownitz) je obec v Jihočeském kraji, ležící necelých osm kilometrů jihovýchodně od Českých Budějovic. Žije zde 163 obyvatel, katastrální výměra činí 274 ha. PSČ je 370 07. K Borovnici patří i základní sídelní jednotka U Nové Vsi, která je stavebně srostlá s Novou Vsí.

## Historie

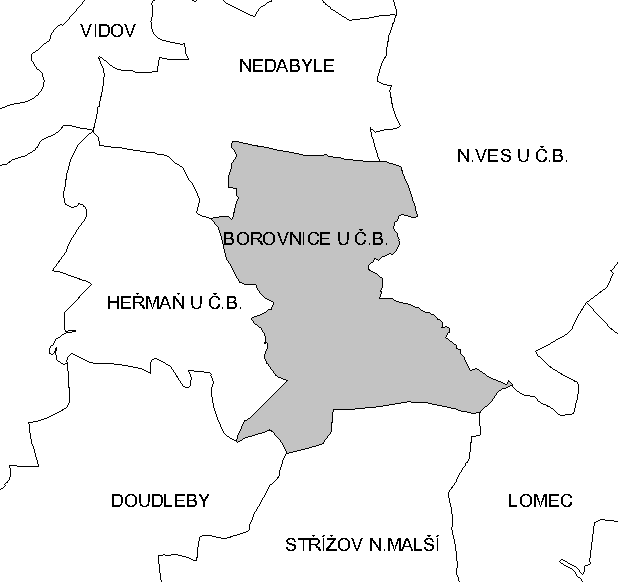
Katastrální území Borovnice

V písemných pramenech se ves (Borowniczie) připomíná k roku 1383. Na sklonku 14. a v průběhu 15. století byla v držení vladyků z Borovnice erbu hřebla, později se stala součástí krumlovského panství Rožmberků. Osudy panství Český Krumlov pak sdílela Borovnice až do zrušení poddanství. Po zavedení obecního zřízení roku 1850 Borovnice tvořila součást obce Nová Ves a to až do roku 1931, kdy se osamostatnila. Za nacistické okupace byla v letech 1943 až 1945 nakrátko připojena ke Střížovu, poté znovu samostatná. Ke dni 12. června 1960 byla Borovnice začleněna pod obec Heřmaň a spolu s ní od 14. června 1964 pod obec Nedabyle. Opět samostatnou obcí je Borovnice počínaje 24. listopadem 1990.
| Rok            | 1840 | 1869 | 1880 | 1890 | 1900 | 1910 | 1921 | 1930 | 1950 | 1961 | 1970 | 1980 | 1991 | 2001 |
| -------------- | ---- | ---- | ---- | ---- | ---- | ---- | ---- | ---- | ---- | ---- | ---- | ---- | ---- | ---- |
| Počet obyvatel | 117  | 118  | 118  | 118  | 126  | 144  | 151  | 124  | 107  | 139  | 125  | 88   | 86   | 92   |
| Počet domů     | 18   | 18   | 19   | 22   | 23   | 24   | 26   | 27   | 29   | 32   | 30   | 29   | 38   | 41   |

## Pamětihodnosti

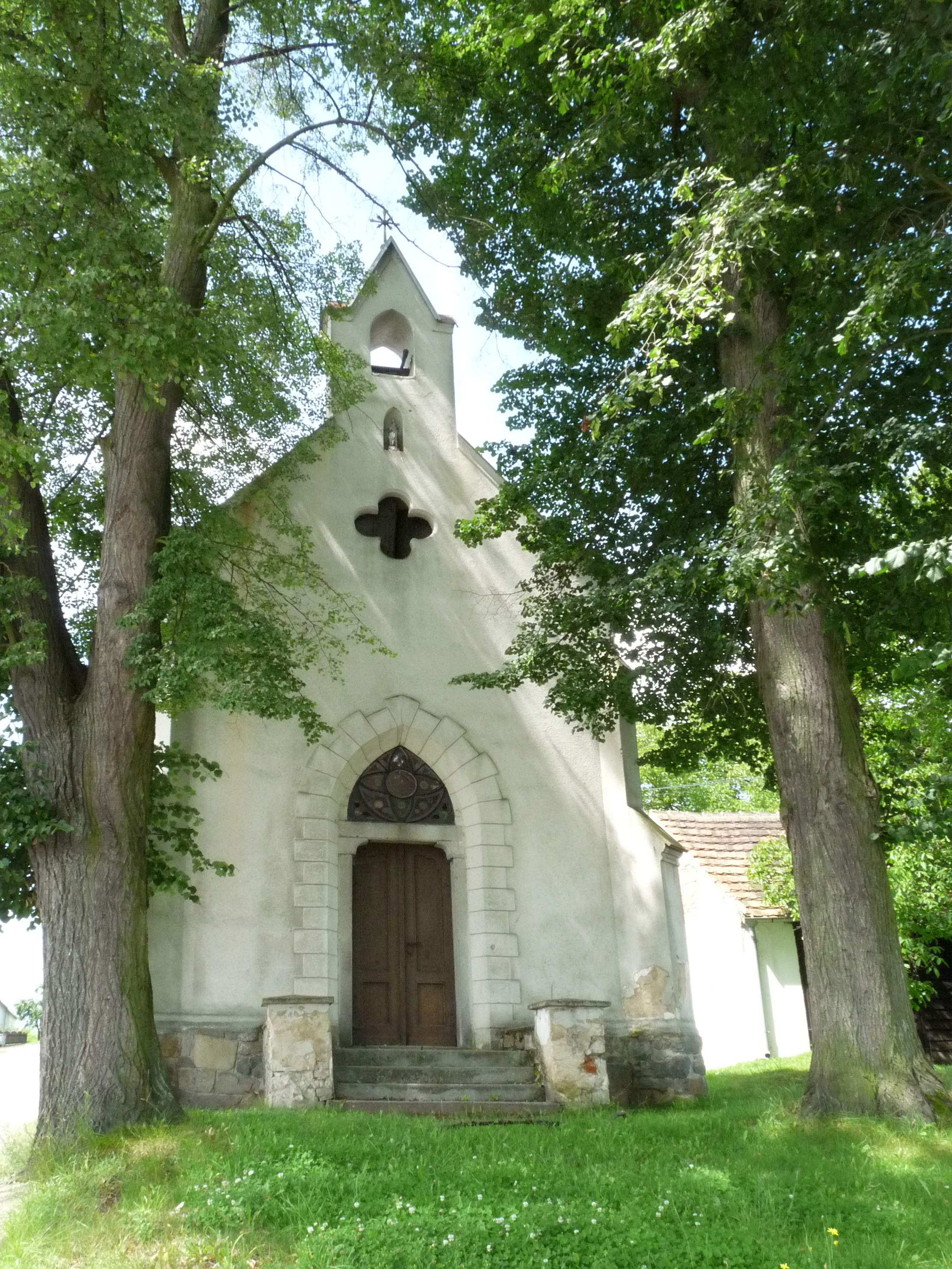
Kaple Panny Marie v Borovnici

- Pseudogotická kaple Panny Marie z roku 1898 na návsi
- Výklenková kaplička při čp. 19
- Výklenková kaplička severovýchodně od vsi na rozcestí Nová Ves – Nedabyle
- Selské usedlosti z konce 19. a počátku 20. století, zejména čp. 1, 10, 15 a 23

## Osobnosti
- František Marek (1899–1971), architekt